# چشم‌انداز دائوریا

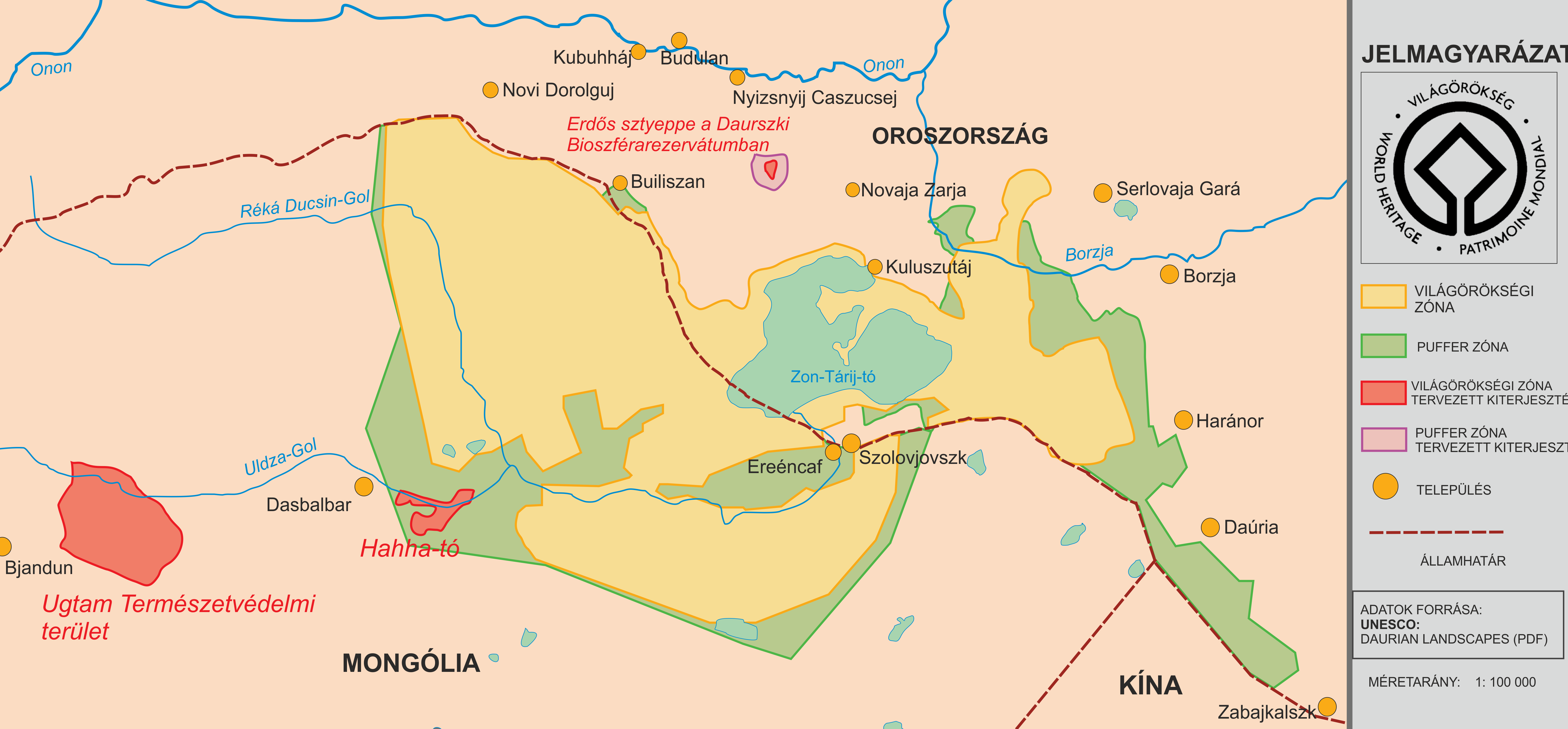
نقشهٔ سایت "مناظر دوریا".

چشم‌انداز داوُریا یک سایت میراث جهانی مشترک بین روسیه و مغولستان است که بخشی از منطقه بومگردی " استپ جنگلی دائوریا " است. این منطقه تا شمال شرقی چین نیز کشیده شده است و شامل دریاچه‌های توری است.

## نواحی
سایت شامل نواحی ذیل است:
- بخش استپی جنگلی ذخیره‌گاه بیوسفر طبیعی ایالت دائورسکی (SNBR) در روسیه، ۳۰۰ هکتار (۷۴۰ جریب فرنگی) و یک منطقه حائل ۳٬۹۵۸ هکتار (۹٬۷۸۰ جریب فرنگی)
- ذخیره‌گاه طبیعی دائورسکی و پناهگاه طبیعی دره دِزِرن، در روسیه، ۲۷۸٬۷۲۳ هکتار (۶۸۸٬۷۴۰ جریب فرنگی) و منطقه حائل ۱۲۴٬۹۳۰ هکتار (۳۰۸٬۷۰۰ جریب فرنگی) (دزرن نام روسی غزال مغولی است)
- ذخیره‌گاه زیست‌کره مغول داگور (منطقه طبیعی حفاظت‌شده ویژه مغول داگور)، در مغولستان، ۵۸۰٬۰۸۰ هکتار (۱٬۴۳۳٬۴۰۰ جریب فرنگی) و منطقه حائل ۱۷۸٬۴۲۹ هکتار (۴۴۰٬۹۱۰ جریب فرنگی)
- مجموعه دریاچه چو-نور (خوخ)،[۲] در مغولستان، ۷٬۳۶۱ هکتار (۱۸٬۱۹۰ جریب فرنگی)
- پناهگاه طبیعت اوگتام،[۳] در مغولستان، ۴۶٬۱۶۰ هکتار (۱۱۴٬۱۰۰ جریب فرنگی)[۱]